# 10e division d'infanterie coloniale
Pour les articles homonymes, voir 10e division.
La 10e division d'infanterie coloniale est une unité de l'Armée française créée en 1915 qui combat lors de la Première Guerre mondiale sur le front occidental.

## Les chefs de la10edivisiond'infanterie coloniale
- 14 mai - 26 septembre 1915 : Général Marchand[1]
- 26 septembre - 22 décembre : Général Gadel[1]
- 22 décembre 1915 – 24 février 1919 : Général Marchand[1],[2]
- décembre 1927 - 5 mai 1929 : Général Billotte[Information douteuse]

## Historique des garnisons, combats et batailles

### Première Guerre mondiale

#### Composition
- Infanterie[3]

1er régiment d'infanterie coloniale mixte de marche de mai à juin 1915 (unité éphémère rapidement dissoute)
5e régiment d'infanterie coloniale mixte de marche de mai à juin 1915 (unité éphémère rapidement dissoute)
2e régiment d'infanterie coloniale mixte de marche de mai à août 1915 qui devient 52e RIC
3e régiment d'infanterie coloniale mixte de marche de mai à août 1915 qui devient 53e RIC
33e régiment d'infanterie coloniale de juin 1915 à novembre 1918
42e régiment d'infanterie coloniale de juin 1915 à novembre 1916
52e régiment d'infanterie coloniale d'août 1915 à novembre 1918
53e régiment d'infanterie coloniale d'août 1915 à novembre 1918
1 bataillon de pionniers 18e régiment d'infanterie territoriale d'août à novembre 1918
88e bataillon de tirailleurs sénégalais du 5 avril au 12 mai 1917 (dissolution)
- Génie

7/13 compagnie de génie de Juin 1915 à la fin de la guerre
- Cavalerie

2 escadrons du 2e régiment de spahis algériens de juillet 1917 à janvier 1918
- Artillerie

1 groupe de canons de 75 du 3e régiment d'artillerie coloniale de juin 1915 à juillet 1917
2 groupes de 75 du 29e régiment d'artillerie coloniale de janvier 1916 à juillet 1917
3 groupes de 75 du 229e régiment d'artillerie coloniale de juillet 1917 à mai 1918
3 groupes de 75 du 41e régiment d'artillerie coloniale de mai à novembre 1918 (changement de nom du précédent)
109e batterie de mortiers de 58 du 3e régiment d'artilleriartillerie coloniale de janvier à juillet 1918
5e groupe de 155 C du 142e régiment d'artillerie lourde de juillet à novembre 1918

#### 1915
- la division est constituée à Fréjus, le 20 mai 1915[4].

- 1er – 12 juin : transport par V.F. au camp de Mailly ; instruction[4],[5].
- 12 juin – 21 août : transport par V.F. et mouvement par étapes vers la région de Vadenay ; travaux[4].

20 juin - 1er juillet et 17 - 27 juillet : éléments en secteur vers Perthes-lès-Hurlus, avec le 16e C.A..
- 21 août – 29 septembre : occupation d'un secteur vers Souain et le bois Sabot, réduit à droite, le 15 septembre, jusqu'à l'ouest du bois Sabot. Engagée à partir du 25 septembre dans la seconde bataille de Champagne, enlèvement de toute la 1re position allemande, à l'est de la ferme Navarin[4].

27 et 28 septembre : occupation, en 2e ligne, du terrain conquis.
- 29 septembre 1915 – 16 janvier 1916 : retrait du front, au sud de la Suippe[4].

3 octobre : transport par camions vers Épernay. À partir du 4, transport par V.F. vers Liancourt. Repos et instruction dans cette région. À partir du 16 octobre : dans celle de Longueil-Sainte-Marie. À partir du 26 décembre, mouvement par étapes, par La Neuville-Roy, Maignelay, Grivesnes et Flers-sur-Noye, vers Poix-de-Picardie. À partir du 31 décembre : transport par V.F. dans la région de Nouvion-en-Ponthieu ; instruction au camp de Saint-Riquier.

#### 1916
- 16 janvier – 12 février : transport par V.F. vers Poix-de-Picardie et Amiens, puis mouvement par étapes vers Estrées-Saint-Denis, par Flers-sur-Noye et Montigny ; repos[4].
- 12 février – 14 août : mouvement vers le front et occupation d'un secteur vers l'Avre et Beuvraignes[4] :

12 avril : réduction du front, à gauche, jusque vers Armancourt.
24 avril : extension, à droite, jusqu'au bois des Loges.
3 août : réduction, à gauche, jusque vers Dancourt.
- 14 août – 26 septembre : retrait du front. Repos dans la région de Ferrières ; à partir du 2 septembre, mouvement vers Ignaucourt ; repos[4].
- 26 septembre – 21 novembre : mouvement vers le front ; engagée dans la Bataille de la Somme vers Belloy-en-Santerre et au nord est[4] :

14, 16 octobre : attaques françaises.
- 21 novembre 1916 – 7 février 1917 : retrait du front, mouvement vers la région de Froissy. À partir du 22 novembre, vers celle de Bonneuil-les-Eaux ; repos. À partir du 25 décembre, mouvement vers Marseille-en-Beauvaisis ; repos. À partir du 4 janvier 1917, mouvement par étapes vers la région La Ferté-Milon, Coincy[6],[7]. À partir du 18 janvier, instruction au camp de Dravegny[6].

#### 1917
- 7 février – 7 mars : occupation d'un secteur vers la ferme d'Hurtebise et Chivy[6].
- 7 – 18 mars : retrait du front ; repos dans la région de Coulonges[6].
- 18 mars – 19 avril : occupation d'un secteur vers la ferme d'Hurtebise et la route de Paissy à Ailles[6].

4 avril 1917 : le colonel commandant l'infanterie divisionnaire, René Ernest Antonin Le Rouvillois est tué à l'ennemi à Vassogne (Aisne)
3 - 10 avril : repos.
15 avril : Bataille du Chemin des Dames: Heurtebise, puis organisation du terrain conquis.
- 19 avril – 24 mai : retrait du front ; repos vers Oulchy-le-Château, puis vers Montmort. À partir du 27 avril : mouvement par étapes, vers Mailly-le-Camp ; repos et instruction au camp[6].

8 mai : transport par V.F. dans la région de Bayon ; repos.
- 24 mai – 27 août : transport par camions vers le front, puis occupation d'un secteur vers la Chapelotte et la Vezouze[6].
- 27 août – 17 septembre : retrait du front ; repos vers Bayon[6].
- 17 – 24 septembre : transport par V.F. de la région de Bayon dans celle de Ligny-en-Barrois ; repos vers Tannois[6].
- 24 septembre – 28 octobre : mouvement vers le front ; occupation d'un secteur vers le bois des Fosses et l'ouest de Beaumont[6].
- 28 octobre – 13 novembre : retrait du front et repos vers Wassy[6].
- 13 novembre 1917 – 27 mai 1918 : occupation d'un secteur entre l'étang de Vargévaux et Kœur-la-Grande, étendu à gauche, le 30 mars jusque vers Maizey[6].

#### 1918
- 27 mai – 27 juin : retrait du front et mouvement vers Void-Vacon, puis transport par V.F. au sud de Château-Thierry. À partir du 30 mai engagée dans la Troisième bataille de l'Aisne : après de très violents combats vers Château-Thierry, arrêt de l'offensive allemande, au début de juin. Organisation et occupation d'un secteur, à cheval sur la Marne, entre Mézy et Vaux (en liaison avec les Américains), réduit à droite, le 5 juin, jusque vers Château-Thierry[9].
- 27 juin – 15 juillet : retrait du front ; transport par camions dans la région de Luzarches ; repos et instruction ; à partir du 5 juillet : transport par camions à l'ouest d'Épernay ; éléments occupés à des travaux de 2e position, éléments en secteur au nord de la Marne[9].
- 15 – 30 juillet : engagée dans la Quatrième bataille de Champagne ; subit le choc de l'offensive allemande dans la région de Reuil-sur-Marne, Troissy : combats vers Troissy et Nesle-le-Repons. Engagée, à partir du 18 juillet : dans la contre-offensive : 2e bataille de la Marne. En 2e ligne à partir du 21 juillet[9].
- 30 juillet – 6 novembre : retrait du front et regroupement vers Épernay ; puis transport par camions vers Vadelaincourt. À partir du 7 août : occupation d'un secteur vers Trésauvaux et Damloup, réduit à droite, le 25 août, jusque vers Watronville[9].

22 septembre : mouvement de rocade, et occupation d'un nouveau secteur vers Damloup et Bezonvaux :
8 octobre : extension du front, à gauche, jusque vers le bois de la Wavrille.
21 octobre : réduction, à droite, jusque vers Vaux-devant-Damloup.
- 6 – 11 novembre : préparatifs d'offensive, et, à partir du 10 novembre, poursuite vers la région nord d'Étain[9].

#### Rattachements
Affectation organique
- Isolée, de mai à juin 1915[1]
- 2e corps d'armée colonial de juin 1915 à novembre 1918[1]

Affectation par armée
- 1re armée

5-11 janvier 1917
26 avril – 8 mai 1917
5 janvier – 26 mars 1918
- 2e armée

7 janvier – 13 février 1916
17 septembre 1917 – 5 janvier 1918
27 – 28 mai 1918
30 juillet – 22 septembre 1918
- 3e armée

30 juin – 3 août 1916
- 4e armée

1er juin – 3 octobre 1915
28 – 30 mai 1918
- 5e armée

8 – 30 juillet 1918
- 6e armée

3 octobre 1915 – 7 janvier 1916
13 février – 12 avril 1916
11 janvier – 26 avril 1917
30 mai – 28 juin 1918
- 8e armée

8 mai – 17 septembre 1917
26 mars – 27 mai 1918
- 9e armée

6 – 8 juillet 1918
- 10e armée

12 avril – 30 juin 1916
3 août 1916 – 5 janvier 1917
28 juin – 6 juillet 1918
- Armée U.S.

22 septembre - 11 novembre 1918

### L'Entre-deux-guerres

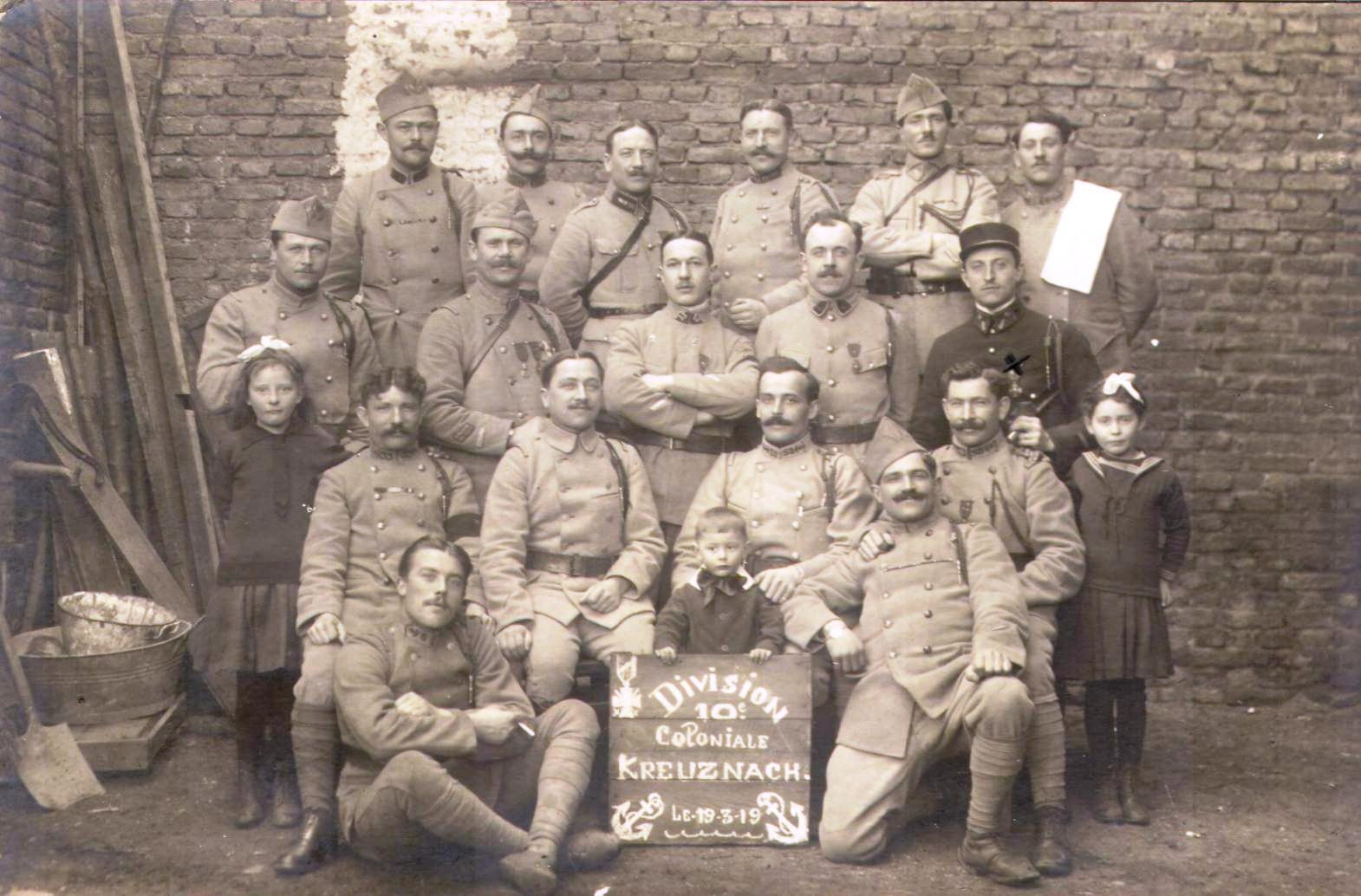
Soldats de divers régiments anciennement à la division le 19 mars 1919 à Bad Kreuznach (Rhénanie occupée).

La division est dissoute le 28 février 1919 dans la région de Mayence.

### Seconde Guerre mondiale
Lors de la reconstitution de l'Armée française de la Libération à partir de l'Armée d'Afrique à partir de la fin de l'année 1942, la 10e DIC devait être formée avec des unités armées par les Américains. Cependant, les Américains ne fournissent pas autant de matériel que prévu par les Français et la 10e DIC est dissoute.
La division comprenait les unités suivantes :
- 16e régiment de tirailleurs sénégalais
- 17e régiment de tirailleurs sénégalais
- 18e régiment de tirailleurs sénégalais